# خوتا پیکارسکا
خوتا پیکارسکا (به لهستانی:  Huta Piekarska) یک روستا در لهستان است که در گمینا مشچونوو واقع شده‌است.